# 擬長鬚海羽水蚤
擬長鬚海羽水蚤（学名：Haloptilus paralongicirrus）为亮羽水蚤科海羽水蚤屬下的一个种。